# Urja
Urja är en sjö i kommunen Esbo i landskapet Nyland i Finland. Sjön ligger 61,5 meter över havet. Arean är 40 hektar och strandlinjen är 4,89 kilometer lång. Sjön  ingår i Vanda å huvudavrinningsområde.   Den ligger omkring 24 km nordväst om Helsingfors. 
Sydöst om Urja ligger Kattilajärvi. 